# Boszorkánykard (képregénysorozat)
A Boszorkánykard, eredeti címén Witchblade egy, a Top Cow Productions által kiadott képregénysorozat, melynek első száma 1995-ben jelent meg az Amerikai Egyesült Államokban. A sorozatot a Top Cow szerkesztői, Marc Silvestri és David Wohl, valamint Brian Haberlin író és Michael Turner rajzoló alkotta meg.
A sorozat főhőse Sara Pezzini, a New York-i rendőrkapitányság gyilkossági csoportjának egyik nyomozója. Sara birtokába kerül a Boszorkánykardnak nevezett természetfeletti erővel, önálló tudattal rendelkező tárgy. A történelem során a fegyver mindig nők birtokában volt. A Boszorkánykard hordozói között volt Kleopátra és Jeanne d’Arc is. A Kard jelenlegi birtokosa Danielle Baptisete.
A képregényből 2001–2002 között azonos címmel egy 23 részes televíziós sorozat is készült, amelyben Yancy Butler alakította Sara Pezzini nyomozót.